# LITLEX
LITLEX (von lat. Lituanica, (Litauen) + lex (Gesetz, Recht)) - ist eine Datenbank und ein Informationssystem von Teisinės informacijos centras. Sie beinhaltet die gültigen Rechtsakte Litauens, ehemalige Fassungen, Rubrikatoren und  die Praxis von Lietuvos Aukščiausiasis Teismas (Material von Buleten „Teismų praktika“) etc. Es gibt Links zu anderen Rechtsakten, Dokumenten der Regierung und Gerichtspraxis.
LITLEX intERnet ist eine Version für die Nutzung. Sie wird täglich erneuert.